# Râul Grivița
Râul Grivița este un curs de apă, afluent al râului Ibăneasa. 